# .tf
.tf je internetová národní doména nejvyššího řádu pro Francouzská jižní a antarktická území.
Před 23. říjnem 2004 byl registrátorem Adamsnames Cambridge.
Existuje také služba nabízející přesměrovávací službu a registraci domén třetí úrovně, pod jménem United Names Organisation. Mají obsazených 14 domén druhé úrovně pod .tf.